# Hogatza
La rivière Hogatza est un cours d'eau d'Alaska, aux États-Unis située dans la région de recensement de Yukon-Koyukuk. C'est un affluent de la rivière Koyukuk elle-même affluent du fleuve Yukon.

## Description
Longue de 100 milles (161 km), elle coule en direction du sud-ouest et se jette dans la Koyukuk à 32 milles (51 km) ouest-sud-ouest de Hughes.
Son nom indien a été référencé en 1885 par le lieutenant Allen.

## Sources
- (en) « Hogatza », Geographic Names Information System